# Alppikatu
Alppikatu (en français : rue alpine) est une rue du quartier Kallio d'Helsinki en Finlande.

## Présentation
La mesure environ 700 mètres de long.
Elle part de Ensi linja en bordure de la zone Linnunlaulu (fi) et s'étend vers le nord-est.
À l'est, Alppikatu se termine en impasse, mais à son extrémité un escalier descend vers Helsinginkatu, qui est parallèle à Alppikatu.

## Lieux et monuments
- Association des municipalités finlandaises
- Institut des diaconesses.
- Chapelle du Saint-Cœur
- Institut des travailleurs d'Helsinki

## Galerie

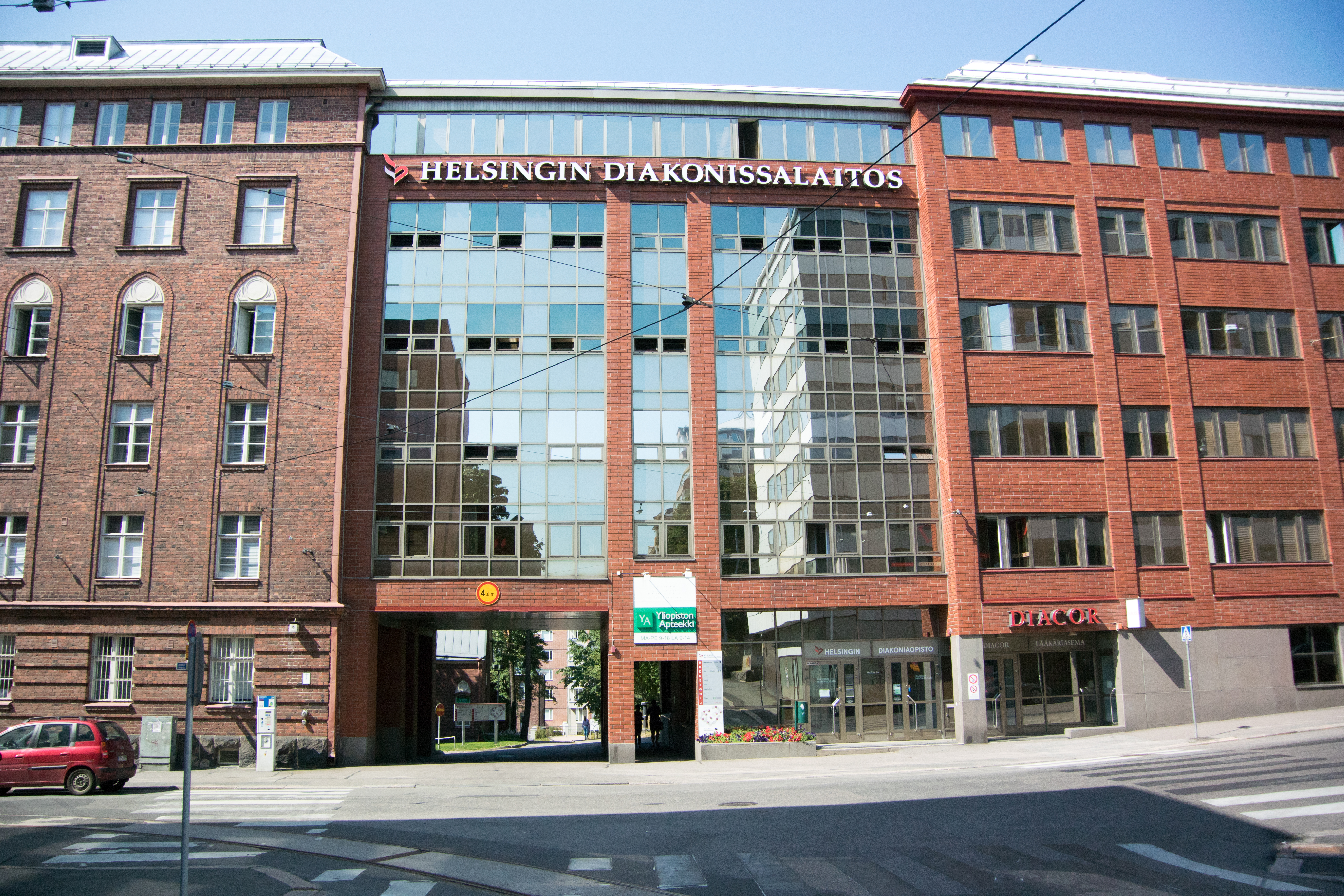
Institut des diaconesses, Alppikatu 2.
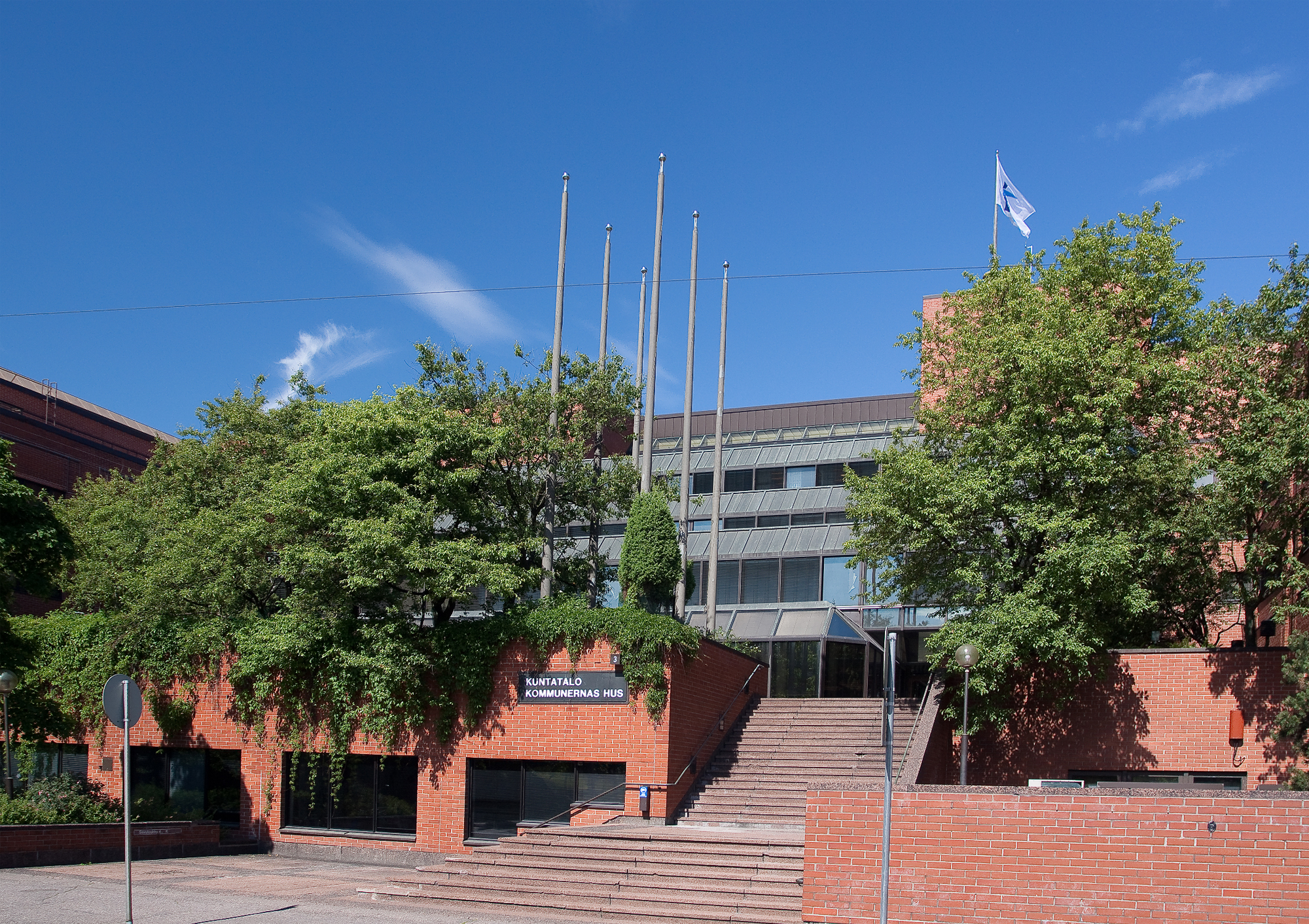
Association des municipalités finlandaises.
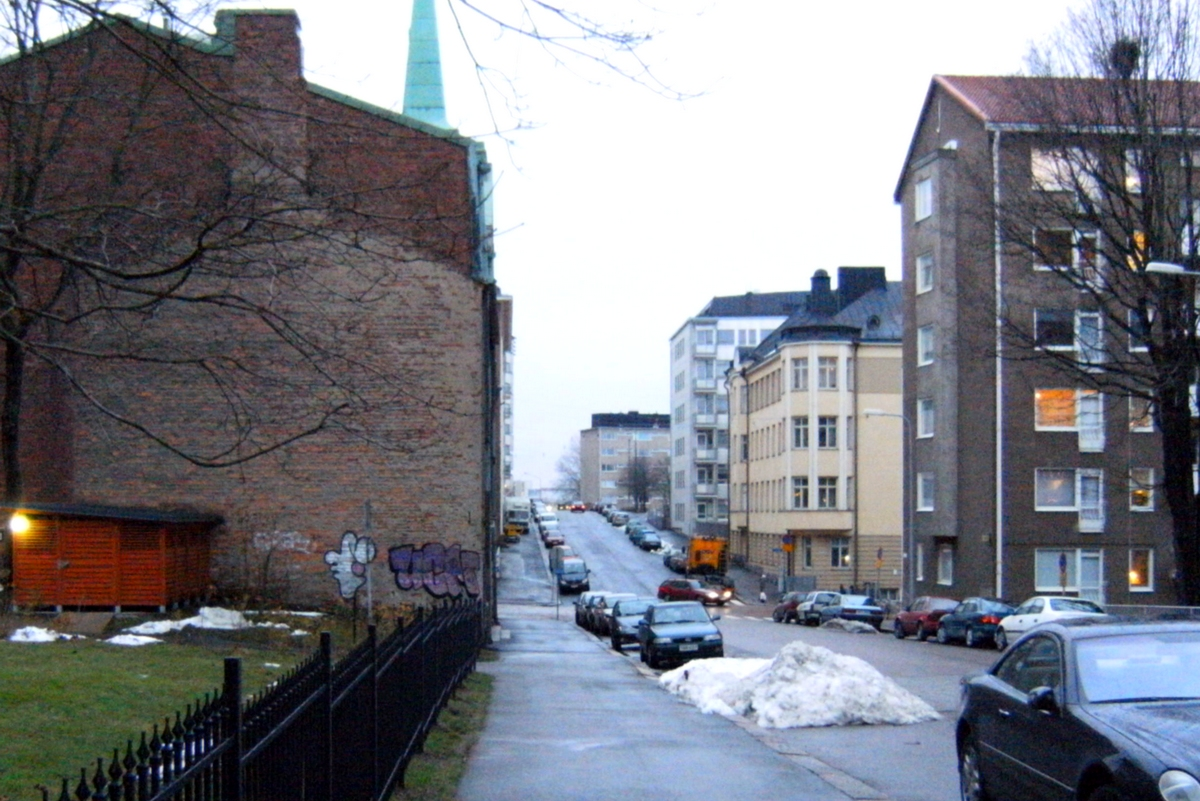
Alppikatu.
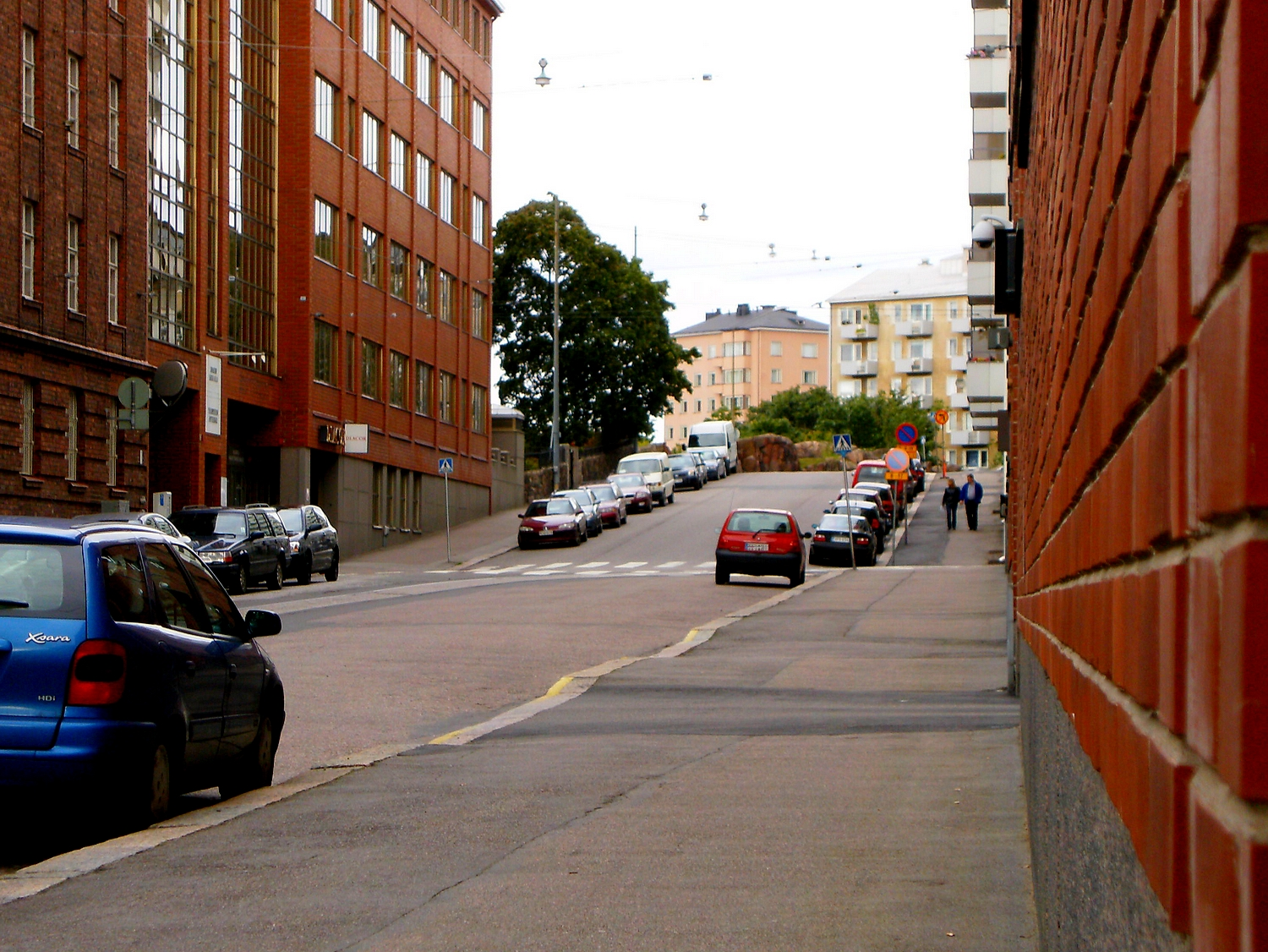
Alppikatu.
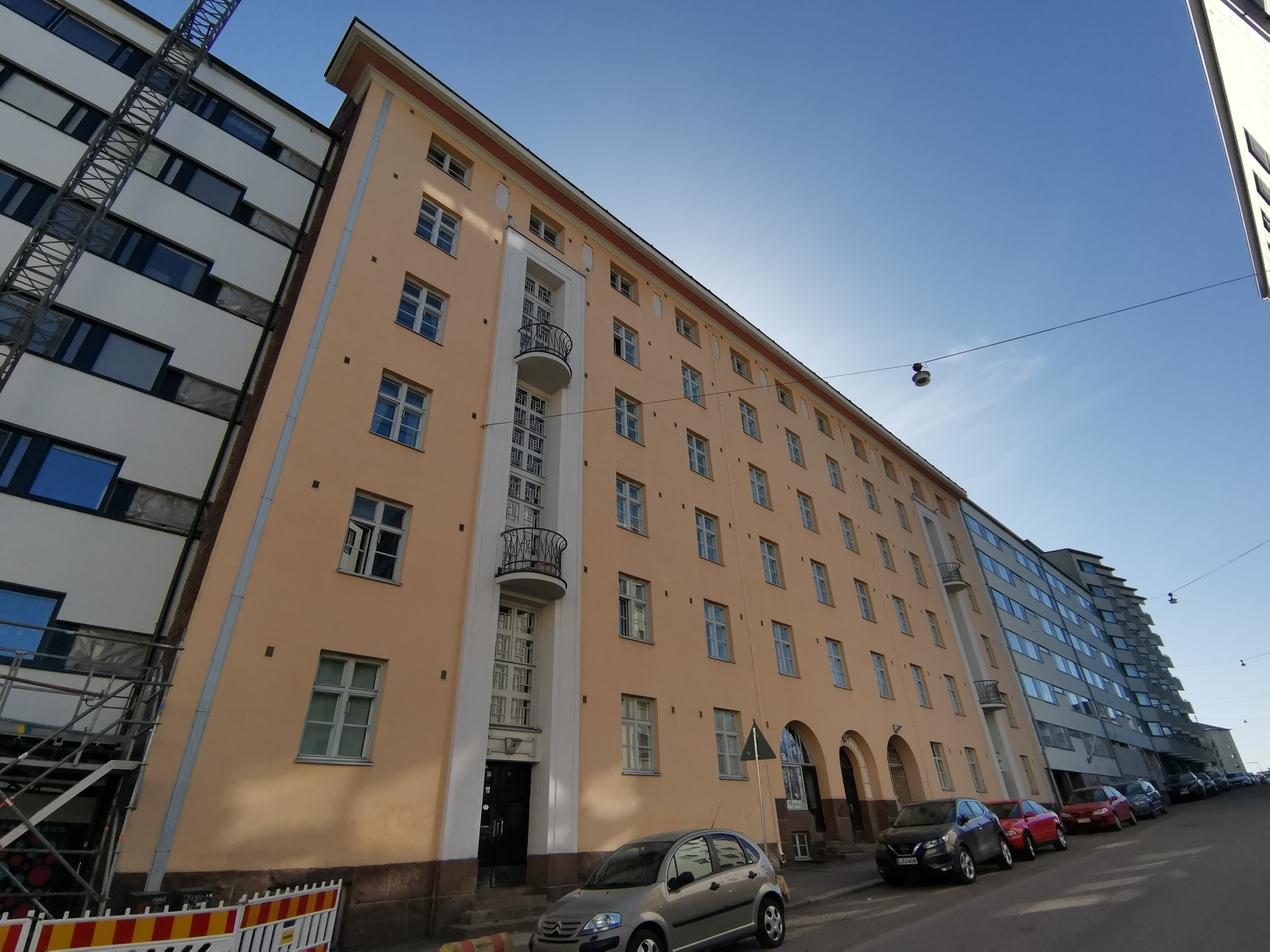
Alppikatu 15.
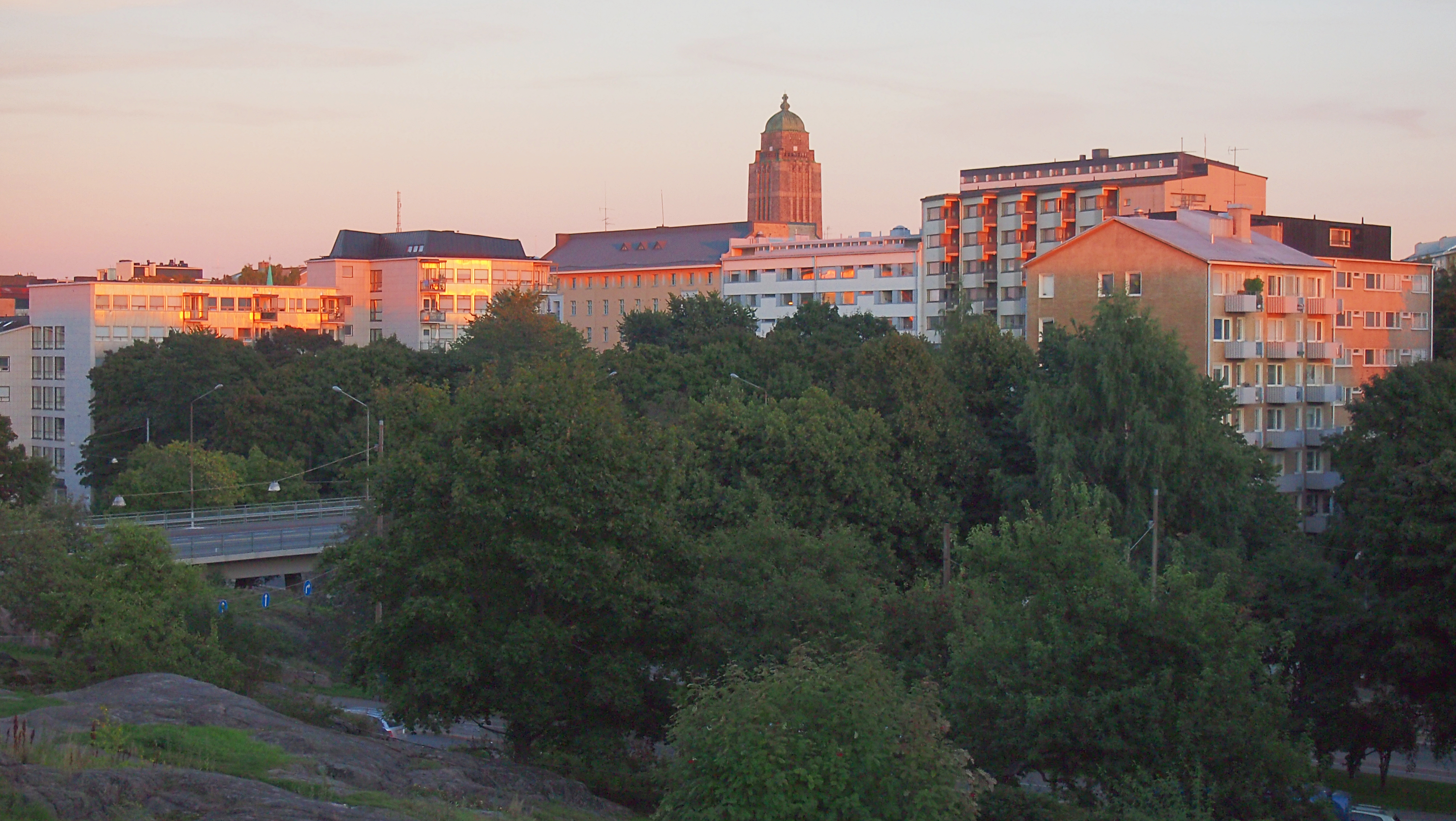
Les maisons d'Alppikatu vus de Linnanmäki.